# Рылач, Андрей Сергеевич
Андрей Сергеевич Рылач (бел. Андрэй Сяргеевіч Рылач; род. 5 июня 2002, Минск) — белорусский футболист, полузащитник брестского «Динамо».

## Карьера

### «Арсенал» Дзержинск
Воспитанник минских клубов «Минск» и «Динамо». Также прошёл юношеские команды футбольной школы Николая Мурашко, БАТЭ и солигорского «Шахтёра». В августе 2019 года присоединился к дзержинскому «Арсеналу». Первый свой матч сыграл 31 августа 2019 года против клуба «Неман-Агро». Свой первый гол забил в ворота «СМИавтотранса». По итогу сезона 2019 игрок с клубом заняли первое место в турнирной таблице и получили повышение во второй по силе дивизион страны. Выйдя ещё пару раз на поле за клуб в сезоне 2020, покинул клуб в мае этого же года.

### «Энергетик-БГУ»
В июле 2020 года присоединился к «Энергетику-БГУ». Первоначально выступал за дубль команды. Дебютировал в Высшей Лиге 25 октября 2020 года против солигорского «Шахтёра». В сезоне 2021 года стал игроком основного состава. Первым результативным действием отличился в матче против солигорского «Шахтёра» 20 марта 2021 года, отдав результативную передачу. По окончании сезона продлил контракт с клубом до 2022 года. Начал новый сезон 19 марта 2022 года с победы над «Витебском». Первый свой гол за клуб забил 23 апреля 2019 года в матче против «Ислочи». По итогу сезона стал серебряным призёром Высшей Лиги. По ходу сезона закрепился в стартовом составе основной команды клуба, также отличившись единственным своим забитым голом.

### «Динамо» Минск

#### Сезон 2023
По информации источников в декабре 2022 года футболист перешёл в минское «Динамо». Официально перешёл в минский клуб 20 декабря 2022 года. Клуб заключил с футболистом контракт рассчитанный на 3 года. В декабре 2022 года футболист был включён Международным центром спортивных исследований в топ-10 перспективнейших атакующих полузащитников мира до 21 года. Дебютировал за клуб 18 марта 2023 года в матче против «Ислочи». В следующем матче 2 апреля 2023 года против мозырской «Славии» отличился дебютным результативным действием, отдав голевую передачу. В июле 2023 года вместе с клубом отправился на квалификационные матчи Лиги конференций УЕФА. Первый матч в рамках еврокубкового турнира сыграл 13 июля 2023 года против боснийского клуба «Железничар». В ответной встрече 20 июля 2023 года боснийский «Железничар» оказался сильнее и по сумме матчей прошёл во второй квалификационный раунд. По итогу сезона футболист стал победителем чемпионата.

#### Аренда в «Гомель»
В конце февраля 2024 года появилась информация, что футболист на правах арендного соглашения может стать игроком «Гомеля». В марте 2024 года футболист официально присоединился к гомельскому клубу на правах арендного соглашения до конца сезона. Дебютировал за клуб футболист 31 марта 2024 года в матче против гродненского «Немана», выйдя на замену на 59 минуте. Дебютным забитым голом за клуб футболист отличился 28 апреля 2024 года в матче против «Минска», также отдав голевую передачу. В матче 27 сентября 2024 года против брестского «Динамо» футболист отметился 100 сыгранным матчем в Высшей лиге. На протяжении сезона футболист выступал за гомельский клуб в роли одного из основных игроков, отличившись забитым голом и 4 результативными передачами. По итогу сезона футболист вместе с клубом завершил чемпионат на шестом месте. В декабре 2024 года футболист покинул гомельский клуб по окончании срока арендного соглашения.

### «Динамо-Брест»
В марте 2025 года появилась информация, что футболист переходит в брестское «Динамо». На следующий день футболист официально присоединился к брестскому клубу , подписав двухлетний контракт. Дебютировал за клуб футболист 16 марта 2025 года в матче против дзержинского «Арсенала», выйдя на поле в стартовом составе. Первым результативным действием за клуб футболист отличился 13 апреля 2025 года в матче против «Сморгони», отдав голевую передачу.

## Международная карьера
В августе 2021 года был вызван в молодёжную сборную Беларуси. Дебютировал за молодёжку 12 октября 2021 года в отборочном матче на молодёжный чемпионат Европы против сборной Лихтенштейна. Дебютный гол за сборную забил 16 ноября 2022 года в матче против Ирана.

## Достижения
«Арсенал» Дзержинск
- Победитель Второй лиги: 2019

«Динамо» Минск
- Чемпион Беларуси: 2023